# Зоб (заболевание)
Зоб (струма) — стойкое опухолевидное увеличение щитовидной железы, видимое на глаз, сопровождающееся в ряде случаев расстройством ее функции и нарушениями общего состояния организма. Внешние проявления — припухлость на передней поверхности шеи. 

## Классификация
Существуют различные классификации зоба.
Этипатогенетическая
- Эндемический зоб — наблюдается в эндемичных по зобу географических районах (у жителей горных местностей: Альп, Карпат, Кавказа, Урала, Восточной Сибири, Средней Азии, Гималаев, Тянь-Шаня, Эфиопии, Кордильеры, Скалистых гор). Основная причина — малое содержание йода в воде, воздухе, почве и пище. В результате развивается гипотиреоз.
- Спорадический зоб — наблюдается в неэндемичных по зобу районах.

 По морфологии
- Диффузный токсический зоб (базедова болезнь, гипертиреоз).
- Узловой зоб.
- Смешанный (диффузно-узловой) зоб.

По локализации
- Обычно расположенный.
- Частично загрудинный.
- Кольцевой.
- Дистопированный зоб из эмбриональных закладок (зоб корня языка, добавочной доли щитовидной железы).

По функциональным признакам
Зоб может сопровождаться изменением функциональной активности щитовидной железы. В зависимости от изменения гормонопродуцирующей функции различают:
- Гипотиреоз — состояние, при котором выработка тиреоидных гормонов снижена.
- Эутиреоз — выработка гормонов не нарушена, достаточное количество тиреодных гормонов.
- Тиреотоксикоз — щитовидная железа продуцирует повышенное количество тиреоидных гормонов.

Не следует ставить знак равенства между терминами тиреотоксикоз и гипертиреоз. Тиреотоксикоз подразумевает повышенное содержание тиреоидных гормонов в сыворотке крови. Гипертиреоз может наблюдаться и при нормальном уровне гормонов в крови, при повышенной чувствительности тканей-мишеней к тиреоидным гормонам.
По степени увеличения щитовидной железы
Классификация ВОЗ (2001 г.):
- Степень 0 — зоба нет.
- Степень I — зоб пальпируется, но не виден при нормальном положении шеи.
- Степень 2 — зоб пальпируется и виден на глаз.

Классификация размеров зоба по О. В. Николаеву (1955 г.):
- Степень 0 — щитовидная железа не видна и не пальпируется.
- Степень I — щитовидная железа не видна, но пальпируется, и виден при глотании перешеек.
- Степень II — щитовидная железа видна при глотании и пальпируется, форма шеи не изменена.
- Степень III — щитовидная железа видна, изменяет контур шеи («толстая шея»).
- Степень IV — большой зоб, нарушающий конфигурацию шеи.
- Степень V — зоб огромных размеров, сдавление трахеи и пищевода, гигантский зоб.

## Этиология
Во всём мире наиболее распространённым является эндемический зоб, обусловленный недостатком йода в пище. В странах, где употребляется иодированная соль, более распространённым становится зоб Хашимото. В числе других причин:

### Гипотиреоз
- Врождённые нарушения синтеза гормонов щитовидной железы (см. кретинизм).
- Употребление струмогенной пищи, например маниоки.
- Побочные эффекты лекарственных препаратов.

### Гипертиреоз
- Диффузный токсический зоб (болезнь Грейвса)
- Тиреоидиты
- Рак щитовидной железы

## Симптомы
Зоб, не ассоциированный с эндокринной дисфункцией, обычно не проявляется ничем, кроме деформации передней поверхности шеи. Массивный зоб может сдавливать окружающие анатомические структуры, затрудняя дыхание и глотание. При наличии этих симптомов требуется исключение злокачественной опухоли щитовидной железы.
Зоб, сочетающийся с гормональными нарушениями, сопровождается характерной симптоматикой гипотиреоза или тиреотоксикоза.